# Чулим (притока Обі)
Чули́м — річка в Красноярському краї і Томській області Росії, права притока Обі.
- Середня витрата води 785 м³/с; найбільша витрата за 131 км від гирла 8220 м³/с, найменша — 108 м³/с.
- Середня витрата наносів 68 кг/с, річний об'єм стоку наносів 2 100 тис. т.

Утворюється при злитті річок Білий Іюс і Чорний Іюс, що беруть початок з Кузнецького Алатау.

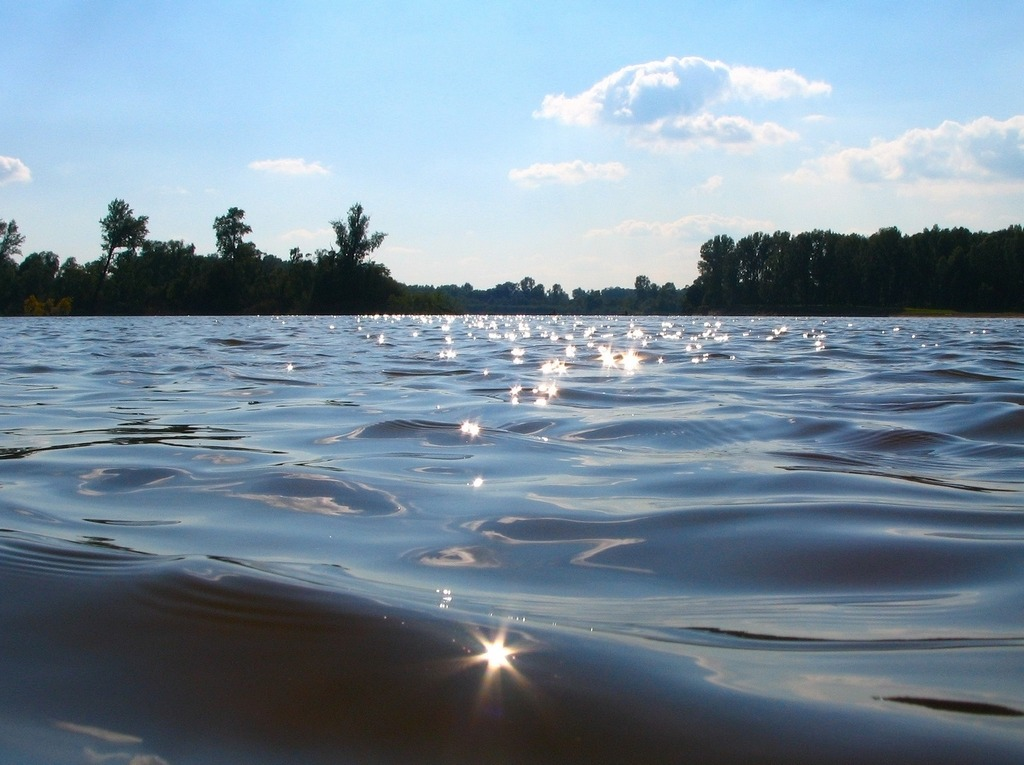
Води Чулиму

## Притоки
- Сереж
- Урюп
- Кія
- Яя
- Великий Улуй
- Кемчуг
- Чичкаюл
- Улуюл